# Hans Ziemann
Hans (Johannes) Ziemann, né le 5 juillet 1865 à Berlin et mort le 3 décembre 1939 dans la même ville, est un médecin tropical allemand et chef de l'administration médicale de la colonie du Kamerun.

## Biographie
Après avoir passé son baccalauréat au lycée de Celle, Ziemann a étudié à la Kaiser-Wilhelms-Akademie für das militärärztliche Bildungswesen de Berlin, où il était membre du Corps Franconia. Il a obtenu son doctorat de médecine en 1889 et a passé son examen d'État de médecine en juillet 1891.
Dès 1885, il accomplit son service comme volontaire d'un an dans le régiment d'infanterie no 77. En 1890, il devient sous-médecin dans le régiment d'infanterie "Herzog Friedrich Wilhelm von Braunschweig" (Ostfriesisches) no 78. En 1890, il passe dans le corps des officiers sanitaires de la marine, devient médecin assistant de la marine en 1894, médecin-chef de la marine en 1897, médecin-chef de la marine en 1904. En 1908, il s'engagea comme médecin-chef dans la troupe de protection du Cameroun et obtint le 20 décembre 1912 son départ avec la pension légale et l'autorisation de porter l'uniforme qu'il portait jusqu'alors.
Hans Ziemann s'est tourné très tôt vers des études de médecine tropicale. Il a acquis ses premières expériences en tant que médecin assistant sur la canonnière SMS Hyäne à la station ouest-africaine et, en 1896, en tant que boursier de la faculté de médecine de l'Université de Berlin lors d'une expédition de six mois contre la malaria en Italie. En 1898/99, il a été temporairement commandé à l'Institut des maladies infectieuses de l'Université de Berlin, où il a pu approfondir ses études. En 1899, il se rendit à Douala en tant que représentant d'Albert Plehn et prit la direction des affaires médicales auprès du gouvernement du Cameroun. En 1903, il succède à Plehn en tant que médecin-conseil du territoire protégé. Avec le passage à la Schutztruppe en 1908, Ziemann était en même temps directeur des services sanitaires civils et militaires au Cameroun. Son intérêt ne se limitait pas au domaine de la médecine humaine. Lors d'une excursion dans l'arrière-pays camerounais en novembre et décembre 1904, il s'est penché sur la question de la population et du bétail dans la région visitée. En 1908, il soumit à l'administration des propositions visant à augmenter l'élevage bovin à Bakossi, important pour l'approvisionnement de la côte. Il a acquis une importance durable dans le contexte de l'expropriation des Duala et de leur expulsion de leurs lieux d'habitation traditionnels le long du Wouri. Dès 1900, pour des raisons d'hygiène, notamment en raison du taux élevé de paludisme parmi la population indigène, Ziemann prônait la ségrégation raciale et la séparation des zones d'habitation en une zone réservée aux Européens et une autre aux Africains. En 1910, il a rédigé un rapport d'expertise détaillé pour justifier l'expropriation. Il a également accordé une attention particulière à la lutte contre le paludisme. Ziemann fixa de nouvelles normes pour la prophylaxie du paludisme, organisa la formation de colonnes sanitaires pour l'assainissement des lieux d'habitation dans les régions fortement touchées de l'intérieur du pays et s'employa à la création d'un institut tropical à Duala sous la direction du médecin-conseil.
Après avoir quitté le service colonial, Ziemann retourna à Berlin en 1912 et travailla à sa thèse d'habilitation. En 1906, il avait déjà été nommé professeur titulaire. Il enseigna en tant que privat-docent à l'université de Berlin et participa à la Première Guerre mondiale en tant que médecin-chef général et hygiéniste-conseil en Asie mineure, en Syrie et en Palestine. Après la guerre, il a été médecin spécialiste auprès des offices de pension principaux de Berlin et de Brandebourg, puis professeur extraordinaire de pathologie tropicale et d'hématologie à l'université de Berlin en 1923 et cofondateur de l'Institut de médecine tropicale de cette ville. Ses recherches étaient axées sur la parasitologie et les maladies infectieuses (paludisme, fièvre des eaux noires) ainsi que sur la pathologie et l'hygiène tropicales. Ziemann a notamment découvert l'agent pathogène du paludisme Plasmodium vivax et a été le premier à décrire les abcès musculaires filariens en 1905.
Après l'arrivée au pouvoir du Parti national-socialiste des travailleurs allemands en 1933, il obtint un poste d'enseignant à temps partiel au séminaire de langues orientales. En 1938, il devient directeur du département de médecine tropicale et de parasitologie de l'Académie de médecine militaire qu'il a cofondée à Berlin. Il était alors reconnu non seulement en Allemagne, mais aussi dans d'autres pays européens. Il a profité de ses relations pour s'engager fermement en faveur de la levée des restrictions d'activité imposées aux médecins allemands dans les anciennes colonies.

## Distinctions
Ziemann était titulaire de la médaille Bernhard-Nocht pour services rendus à l'hygiène tropicale, membre d'honneur des sociétés de médecine tropicale allemande, anglaise, française et italienne et membre d'honneur de la Société de pathologie exotique en 1937.

## Référence
1. ↑  Richard Tsogang Foss, « Ziemann, Hans », dans Collectif, Atlas de l'absence. Le patrimoine culturel du Cameroun en Allemagne, [traduction de la version originale allemande : Atlas der Abwesenheit. Kameruns Kulturerbe in Deutschland, Reimer, Berlin 2023], Berlin, 2023, 458-460 p. (lire en ligne)
2. ↑  Christian Bommarius : Der gute Deutsche. Die Ermordung Manga Bells in Kamerun 1914. Berenberg Verlag, Berlin 2020  (ISBN 978-3-946334-71-2), S. 120.